# Santiago de Tucuma (distrito)
Santiago de Tucuma é um distrito do Peru, departamento de Huancavelica, localizada na província de Tayacaja.

## Transporte
O distrito de Santiago de Tucuma é servido pela seguinte rodovia:
- HV-124, que liga a cidade de Pazos ao distrito de Daniel Hernández [1][2][3]